# Аляпі гумаїтський
Аля́пі гумаїтський (Myrmelastes humaythae) — вид горобцеподібних птахів родини сорокушових (Thamnophilidae). Мешкає в Бразилії і Болівії. Раніше вважався підвидом плямистокрилого аляпі, однак за результатами низки молекулярно-філогенетичних досліджень був визнаний окремим видом.

## Поширення і екологія
Гумаїтські аляпі мешкають на південному заході і в центрі Бразильської Амазонії (в долині Амазонки від нижньої течії річки Жапура на схід до нижньої течії Ріу-Негру і в долині Мадейри), а також на крайній півночі Болівії (Пандо). Вони живуть в підліску вологих рівнинних і заболочених тропічних лісів. Зустрічаються на висоті до 500 м над рівнем моря.